# Paul Szczurek
Paul Szczurek, auch Paweł Szczurek (* 26. Juni 1908 in Königshütte; † 24. Januar 1948 in Krakau) war ein deutscher Kriegsverbrecher und SS-Unterscharführer, der Angehöriger der Lager-SS im KZ Auschwitz war. Er wurde im Krakauer Auschwitzprozess aufgrund von NS-Gewaltverbrechen zum Tode verurteilt und hingerichtet.

## Leben
Szczurek war ein Volksdeutscher aus Polen und von Beruf Hüttenarbeiter. Nach Beginn des Zweiten Weltkrieges trat er im Januar 1940 in die Allgemeine SS ein und war ab März 1940 Angehöriger der Waffen-SS. Von Oktober 1940 bis Januar 1945 gehörte er  der Lager-SS im KZ Auschwitz an. Zunächst war er im  Stammlager des KZ Auschwitz bei der Wachmannschaft (Totenkopf-Sturmbann) eingesetzt und war dort ab Anfang Dezember 1941 nach seiner Versetzung zur Abteilung Kommandantur zur Kontrolle der Häftlingspost und als Blockführer eingesetzt. Ab Juni 1943 war er Kommandoführer im Außenlager Eintrachthütte, ab September 1944 in gleicher Funktion im KZ Auschwitz-Monowitz und schließlich ab Dezember 1944 als Küchenleiter im Außenlager Hubertushütte eingesetzt.
Nach Kriegsende wurde Szczurek im Krakauer Auschwitzprozess aufgrund mehrfachen Mordes angeklagt. Am 22. Dezember 1947 wurde er durch das Oberste Volkstribunal in Krakau zum Tod verurteilt. In der Urteilsbegründung wurde auch ausgeführt, dass Szczurek insbesondere nach Ankunft von Transporten im Lager die Menschen nach dem Ausstieg brutal schlug und diese zusammen  mit anderen SS-Leuten in die Gaskammer trieb. Des Weiteren ist im Urteil festgehalten, dass „der Angeklagte besonders die Frauen bei der Entlausung mißhandelte und sie, nackt wie sie waren, mit dem Stock auf die Brüste und auf das Gesäß schlug und ihnen einen Stock in die Gebärteile hineinstieß“. Am 24. Januar 1948 wurde Szczurek im Gefängnis Montelupich durch Erhängen hingerichtet.